# Coco (musical)
Coco è un musical basato sulla vita di Coco Chanel con colonna sonora di André Previn e libretto di Alan Jay Lerner, debuttato a Broadway nel 1969 con Katharine Hepburn nel ruolo della protagonista.

## Trama
Il musical è ambientato tra l'autunno 1953 e la primavere 1954, quando Chanel decise di ritornare all'alta moda dopo quindici anni di assenza. Quando la sua ultima collezione si rivela un fiasco, Chanel si trova a un passo dalla bancarotta, ma viene salvata dalle massicce ordinazione che provengono dai grandi magazzini statunitensi, tra cui Saks Fifth Avenue e Bloomingdale's. Dopo essersi coinvolta nella vita amorosa di una sua modella, Coco ricorda i suoi amori passati e il musical termina trionfalmente con una sfilata degli abiti di Chanel dal 1918 al 1959.

## Produzioni
Dopo quaranta anteprime, il musical debuttò al Mark Hellinger Theatre di Broadway il 18 dicembre 1969 e rimase in cartellone per 329 repliche. Katharine Hepburn interpretava Coco Chanel, mentre il resto del cast comprendeva René Auberjonois, George Rose, Suzanne Rogers e una giovane Ann Reinking. Il musical era diretto da Michael Benthall e coreografato da Michael Bennett. Dopo otto mesi in scena, la Hepburn lasciò il cast e venne sostituita da Danielle Darrieux, ma l'assenza di una grande star e le recensioni mediocri pesarono sul botteghino e il musical chiuse due mesi dopo. René Auberjonois vinse il Tony Award al miglior attore non protagonista in un musical per la sua interpretazione nel ruolo di Sebastian, il primo personaggio apertamente gay ad apparire in un musical di Broadway. Tuttavia, produzioni e recensioni recenti hanno messo in luce come il personaggio sia stereotipato al limite dell'omofobia.
La Hepburn avrebbe dovuto recitare nel musical anche a Londra, ma quando seppe che il Theatre Royal Drury Lane era in ristrutturazione, rifiutò di considerare altri teatri e andò a recitare nel tour statunitense. La Paramount Pictures, che aveva prodotto la produzione di Broadway, rinunciò all'idea di un adattamento cinematografico con la Hepburn, nonostante il successo economico dello spettacolo.
Nonostante le recensioni mediocri, il tour registrò il tutto esaurito in molte delle sue tappe: la tournée fu inaugurata a Cleveland nel gennaio 1971, il giorno dopo la morte di Chanel, e chiuse a giugno a Los Angeles. Altre produzioni andarono in scena a San Francisco nel 2008 con Andrea Marcovicci e a Londra nel 2011 con Sara Kestelman ed Edward Petherbridge.